# Ifangni
Ifangni est une commune du sud-est du Bénin, préfecture du département du Plateau.

## Histoire

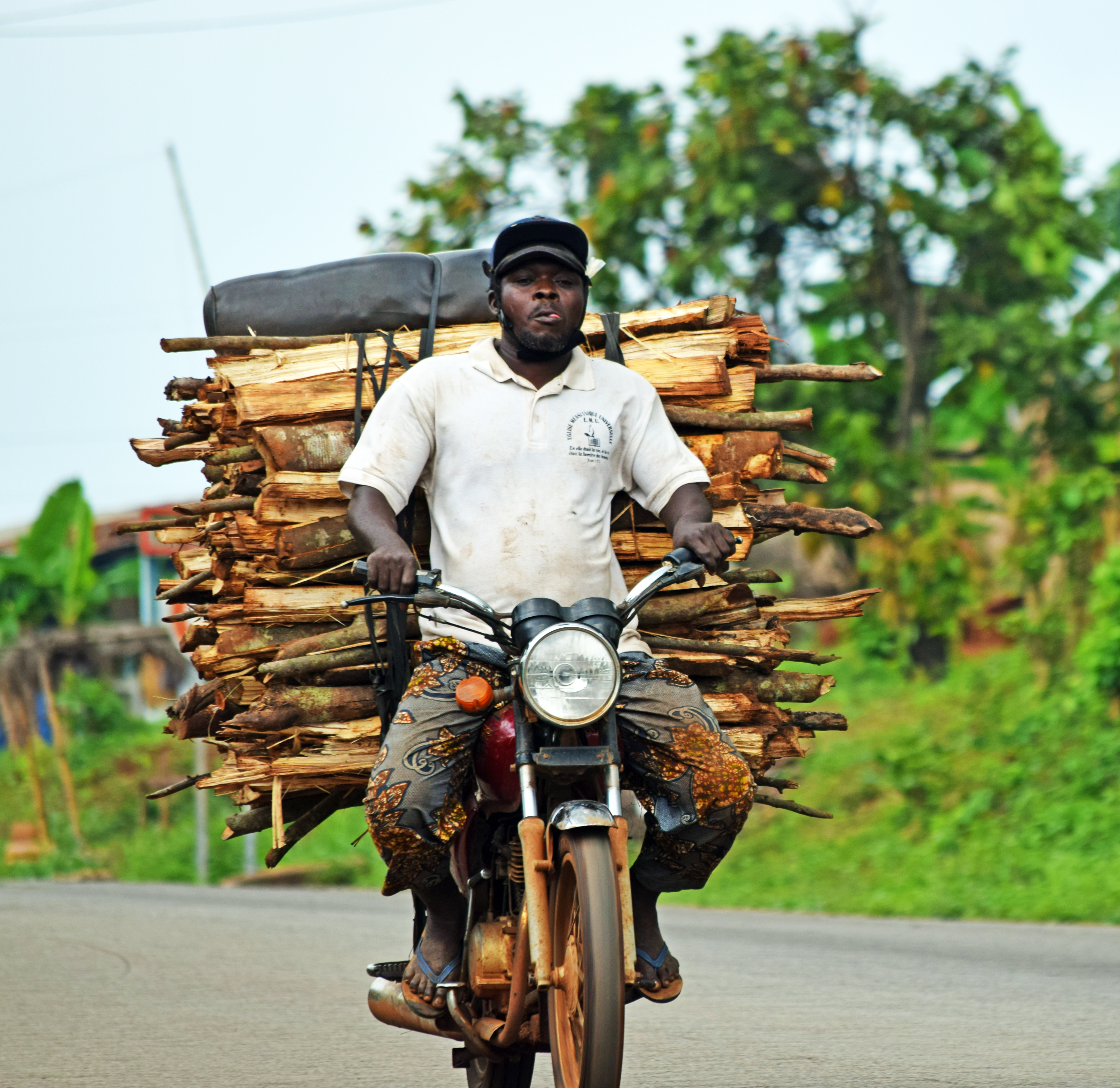
Transport de bois sur la RN 11, entre Adjohoun et Ifangni.

## Démographie
Lors du recensement de 2013 (RGPH-4), la commune comptait 110 973 habitants.

## Administration
Les maires d'Ifangni ont été successivement :
- 2015-2020 : André Zannou
- 2020-2025 : Franck Okpeicha

## Économie

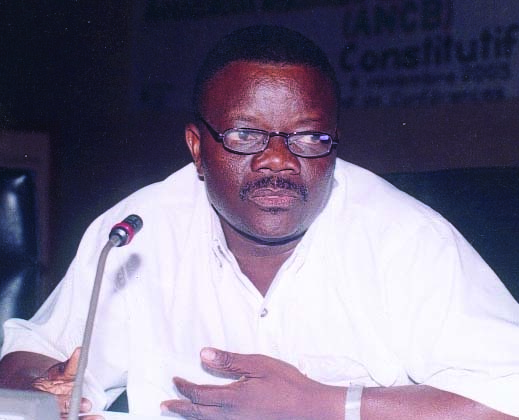
Joseph Akpata, ancien maire d'Ifangni